# Anjalankoski
Anjalankoski – dawna gmina i miasto w Finlandii, w południowo-wschodniej części kraju. Funkcjonowała w latach 1975–2009. Populacja na koniec 2008 roku, tuż przed likwidacją, wynosiła 16 379 osób. Powierzchnia wynosiła 726,6 km², z czego 26,32 km² stanowiła woda.

## Położenie
Anjalankoski położona była nad rzeką Kymijoki, około 45 km na północ od miasta Kotka.

## Historia
Gmina powstała w 1975 roku z połączenia gmin Anjala i Sippola. W 1977 roku otrzymała prawa miejskie. W 2009 roku 6 gmin – Kouvola, Kuusankoski, Elimäki, Anjalankoski, Valkeala i Jaala – połączyło się w jedną, tworząc obecną Kouvolę, mającą ponad 88 tys. mieszkańców.

## Transport
Przez Anjalankoski przebiegała linia kolejowa, łącząca Kotkę z Kouvolą. Na terenie gminy znajdowała się stacja kolejowa Myllykoski. Przez gminę przebiegała również droga krajowa nr 15 Kotka – Mikkeli.